# Blombosgrottan

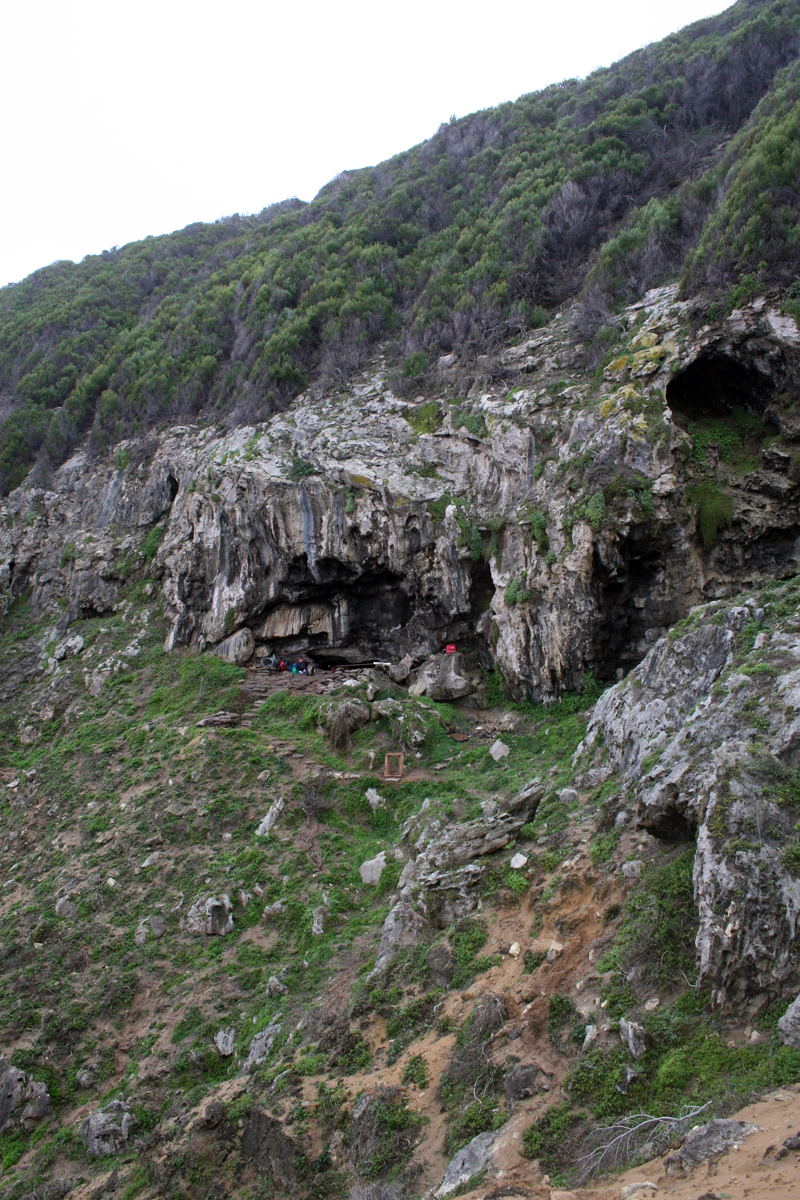
Blombosgrottan.

Blombosgrottan är en grotta och en arkeologisk fyndplats i ett kalkstensområde i Västra Kapprovinsen i Sydafrika. 
Grottan ligger 34,5 meter över havet i en brant klint cirka 100 meter från Indiska oceanen. Under mellanpaleolitikum,  100 000–75 000 år före vår tideräkning, låg grottan i nivå med havet. Den undersöktes första gången år 1991 och utgrävningar pågår fortfarande.
Bland fynden kan nämnas   stenverktyg och bearbetade snäckskal och djurben. År 2002 hittade den sydafrikanska arkeologen Christopher Henshilwood två bitar ockra med geometriska ristningar, som tros vara världens äldsta konstverk.

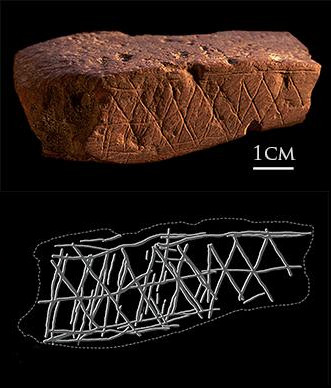
Ockra från Blombosgrottan med inristat mönster.

Fynden daterades till 77 000 före vår tideräkning och är därmed äldre än de symboler man har hittat på grottmålningar i Spanien och Frankrike. Tidigare ansåg man att homo sapiens började använda symboler för 50 000 år sedan, men efter de senaste fynden anser vissa forskare att homo sapiens har använt symboler i uppemot 200 000 år.
År 2015 upptogs Blombosgrottan på Unesco:s lista över potentiella världsarv (tentative list). 